# ダイ麒千飯
『ダイ麒千飯』（ダイきちめし）は、2004年2月26日（木曜） 24:35 - 25:05に関西テレビで単発放送された関西ローカルのバラエティ番組。
番組は、ダイアン・麒麟・千鳥・笑い飯の4組によるユニットコントを放送していた。

## コントのタイトル
- 十三のおっちゃん
- 待ち人
- THE途中
- 招かれざる女
- おもちゃ屋
- 鶴

## 登場キャラクター＆内容

### 待ち人
あらすじ - 客（田村）が入った店は代々客の事を待ち人様と呼ぶ不思議な店で
- 客 - 麒麟田村（このコントのツッコミ）
- 店主 - 千鳥大悟
- 店主の妻 - 麒麟川島
- 店主の子供の兄 - ダイアン津田
- 店主の子供の妹 - ダイアン西澤
- ??? - 笑い飯哲夫（最後に登場）

### 招かれざる女
あらすじ - 部屋で酒を飲む若い男女。その時に風俗の女が現れて
- ノブ - 千鳥ノブ（彼女持ちの男。このコントのツッコミ）
- 裕子 - 麒麟田村（ノブの彼女。ノブとの仲の良さはご飯粒をキスで取るというくらいラブラブ。後半風俗嬢に）
- 明 - 麒麟川島（ノブの友達。テンヤワンヤなのに[要追加記述]ずっとどこかを見ており、ポテトチップスを食べている）
- 津田篤宏 - ダイアン津田（ノブの友達。おそらく明、ノブの何らかの後輩。ノブのカップルに憧れている。童貞、本人曰く「最初に好きになる人とやる」と決めているらしい。「〜であります」が口癖）
- 風俗嬢 - 笑い飯西田（風俗嬢の女。頼んでないのにノブ達の部屋にやってきた迷惑なババア。髭がバッチリあり、一人称は「わたし」というが「わし」と言ったりする。数字が読めないオバハン）
- ??? - 千鳥大悟

### おもちゃ屋
あらすじ - 哲夫がやってきたおもちゃ屋には面白いおもちゃがあって
- 哲夫 - 笑い飯哲夫（おもちゃ屋にやってきた子供）
- おもちゃ屋の店長 - 麒麟川島（姿がおじいさんの店長。哲夫に様々なおもちゃを見せる）
- ミサワ人形 - ダイアン西澤（体の様々な部分を押すといろんな動きをする。中年男性に人気）
- ごぼうの木彫り人形 - 麒麟田村（茶色く、所々に紐が出ている人形。体の部分を押すとギャグをする）
- ニシダー - 笑い飯西田（ヒーローのおもちゃ。ただし、変身途中なので寝ている。体の部分を押すといろいろな動きをする）